# El Barri de Baix (Granera)

El Barri de Baix de Granera

El Barri de Baix és un dels barris en què es disposa el poble de Granera, en el terme municipal del mateix nom, a la comarca del Moianès.
Està situat al centre del terme municipal, a llevant del Barri del Castell i del Castell de Granera. Aquest barri és el primer que es troba al peu de la carretera BV-1245 procedint de Castellterçol, i queda a banda i banda de la carretera.
El formen les masies de Can Creus, Cal Martí i Can Miquel, entre d'altres.

## Etimologia
El nom d'aquest barri prové del fet que és el que es troba a menys alçada, dels que formen el poble de Granera.